# The Maniac Cook
The Maniac Cook er en amerikansk stumfilm fra 1909 af D. W. Griffith.

## Medvirkende
- Anita Hendrie som Margie
- Marion Leonard som Mrs. Holland
- Harry Solter som Mr. Holland
- Clara T. Bracy
- George Gebhardt